# Milhavet
Milhavet ist eine französische Gemeinde mit 99 Einwohnern (Stand: 1. Januar 2022) im Département Tarn in der Region Okzitanien (vor 2016: Midi-Pyrénées). Sie gehört zum Arrondissement Albi und zum Kanton Albi-3 (bis 2015: Kanton Albi-Nord-Ouest).

## Geografie
Milhavet liegt etwa 14 Kilometer nordwestlich des Zentrums von Albi am Rande des Cevennen-Gebirges. Umgeben wird Milhavet von den Nachbargemeinden Livers-Cazelles im Norden und Nordwesten, Virac im Osten sowie Villeneuve-sur-Vère im Süden und Westen.

## Bevölkerungsentwicklung
| 1962                       | 1968 | 1975 | 1982 | 1990 | 1999 | 2006 | 2017 |
| -------------------------- | ---- | ---- | ---- | ---- | ---- | ---- | ---- |
| 112                        | 122  | 90   | 87   | 92   | 94   | 85   | 86   |
| Quellen: Cassini und INSEE |      |      |      |      |      |      |      |